# Operationsleuchte

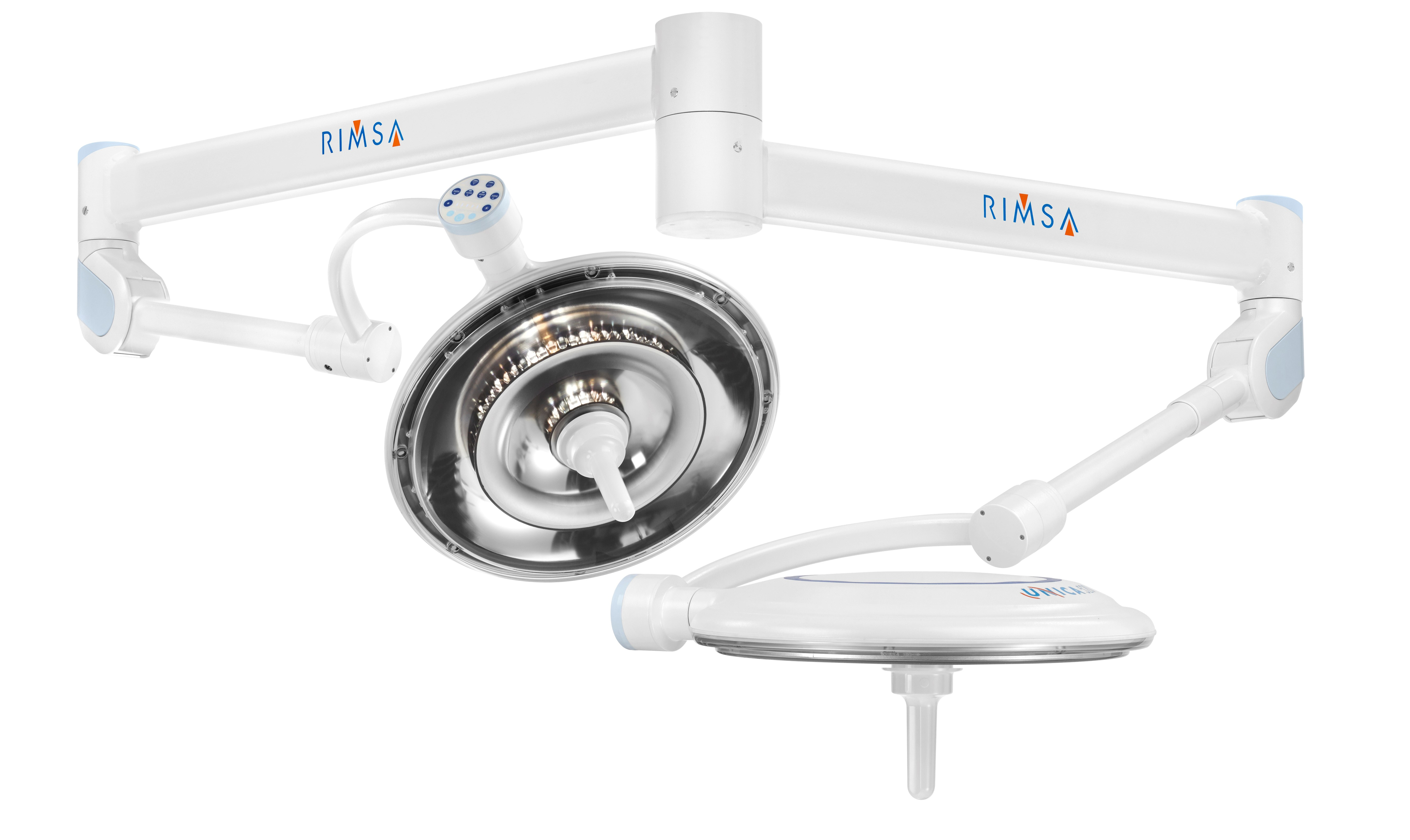
Chirurgische Lampe mit verbesserter Unterdrückung des Blendens

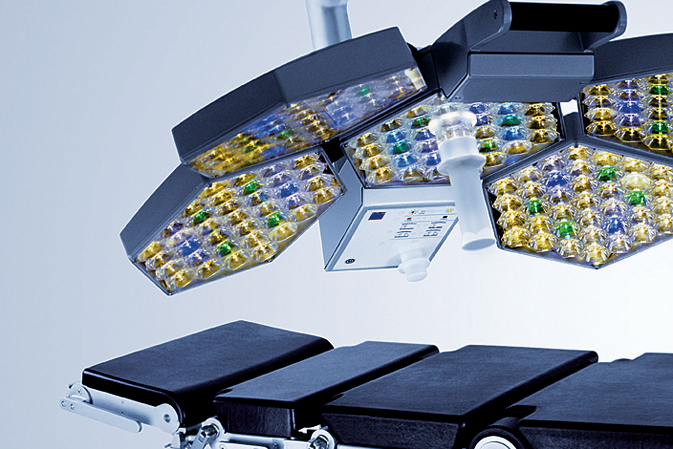
Moderne Operationsleuchte über einem OP-Tisch

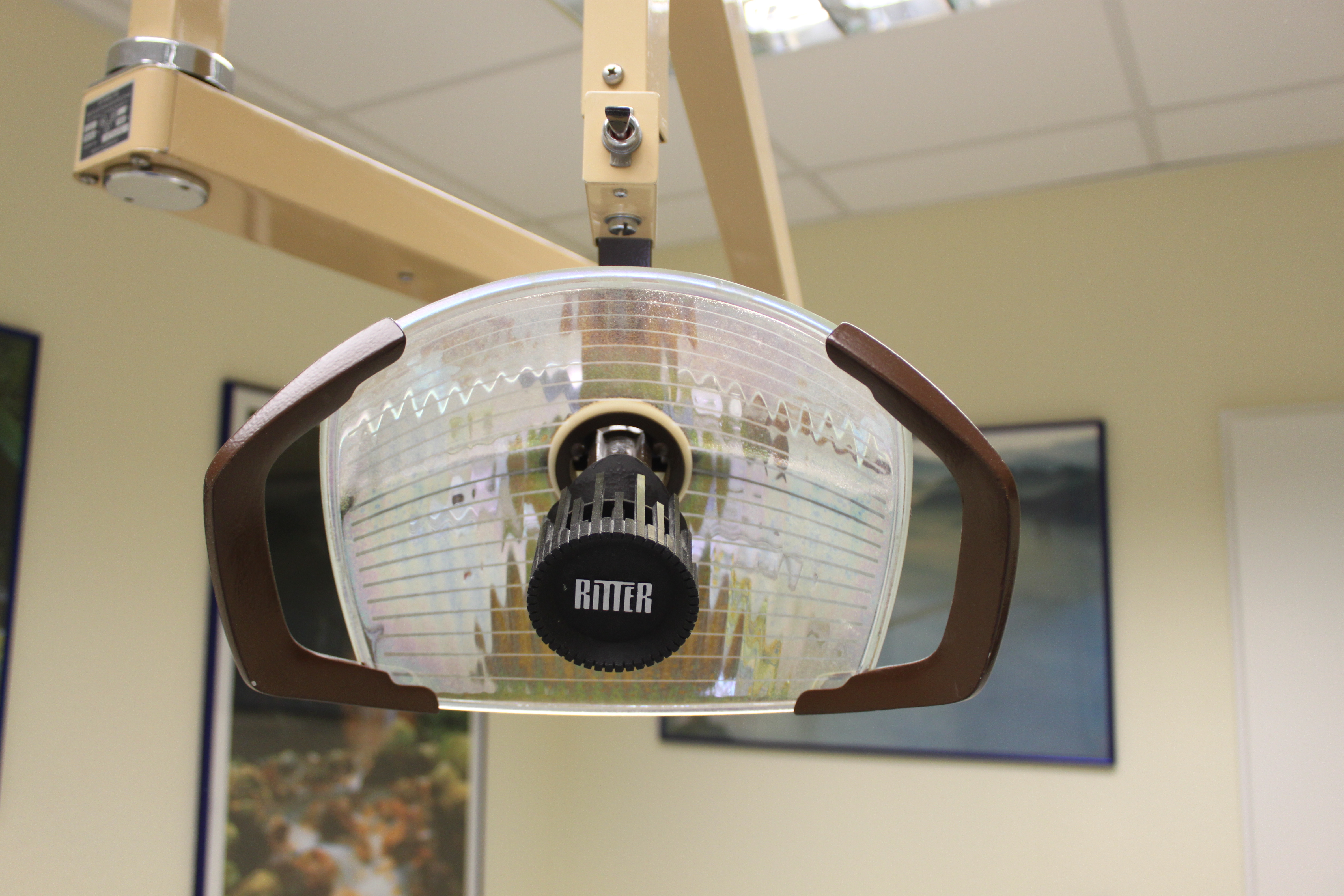
OP-Leuchte am Zahnarztstuhl

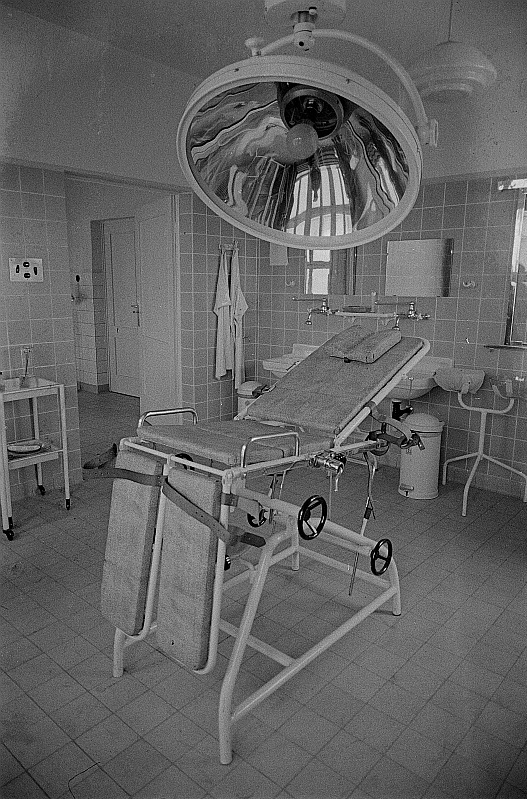
OP-Leuchte in den 1950er Jahren in der DDR

Eine Operationsleuchte, auch als OP-Leuchte bezeichnet, ist eine Beleuchtungseinrichtung im Operationssaal zur Ausleuchtung der zu operierenden Körperregion des auf dem Operationstisch liegenden Kranken. Vergleichbar ist sie der jedem bekannten OP-Leuchte des Zahnarztes.

## Anforderungen
Die Beleuchtung von OP-Gebieten ist nach DIN 5035-3 genormt. Es handelt sich um eine Arbeitsplatzbeleuchtung mit Kunstlicht. Die schattenfreie Ausleuchtung des Operationsgebietes wird durch das im Licht arbeitende Personal behindert. Die von diesem geworfenen Schatten können durch weitere Leuchtelemente ausgeglichen werden, weshalb eine moderne Operationsleuchte aus mehreren einzeln verstellbaren Armen besteht. Sie wird heutzutage in der Regel an der Decke aufgehängt. So ist sie optimal einzustellen, ohne dabei Raum und Beweglichkeit am Boden zu beeinträchtigen. Ein breites Spektrum an Eingriffen in verschiedenen Fachbereichen erfordert dabei eine große Flexibilität, da die Beleuchtung sehr unterschiedlich sein und auch während der Operation ausgerichtet werden muss. Daher werden heute in der Regel die Griffe der Lampen steril verkleidet, damit der ebenfalls steril gekleidete Operateur diese eigenhändig nach seinen Bedürfnissen ausrichten kann.
Wegen des flachen Einfallwinkels des Lichtes wird für Operationslampen eine Leistung von maximal 160.000 Lux gefordert, was der Stärke des Sonnenlichtes entspricht. Dadurch jedoch wird bei vielen Leuchtmitteln unerwünscht viel Wärme freigesetzt, was Operateure und Patienten belastet und das Gewebe des Operationsgebietes austrocknen kann. Operationsleuchten können durch ihre Form und Wärmeabgabe die klimatechnisch geplanten Luftströmungen im Operationssaal störend beeinflussen.
Mittlerweile werden deswegen immer häufiger Glüh- und Halogenlampen gegen temperaturneutralere LED-Leuchtmittel ersetzt.

## Notstrom
Aus naheliegenden Gründen dürfen weder die Operationsfeldbeleuchtung noch andere medizintechnische Geräte während einer Operation wegen einer Störung der Elektrizitätsversorgung ausfallen. In ambulanten Einrichtungen wie Arztpraxen ist aber im Allgemeinen keine zentrale, mittels Dieselmotor betriebene Notstromversorgung eingerichtet. Diese Lücke wird durch die DIN VDE 0558-507 geschlossen, welche die Notwendigkeit einer Sicherheitsstromversorgung regelt. Hierfür existieren batteriegestützte zusätzliche Sicherheitsstromversorgungen (BSV), früher als Zusätzliche Sicherheitsstromversorgung (ZSV statisch) bezeichnet, die Operationsleuchten bei einem Stromausfall für ein bis drei Stunden mit einer Spannung von 24 Volt versorgen.